# Chamaecrista mindanaensis
Chamaecrista mindanaensis är en ärtväxtart som först beskrevs av Elmer Drew Merrill, och fick sitt nu gällande namn av Kai Larsen. Chamaecrista mindanaensis ingår i släktet Chamaecrista och familjen ärtväxter. Inga underarter finns listade i Catalogue of Life.